# 小行星10529
小行星10529（10529 Giessenburg）是一颗绕太阳运转的小行星，为主小行星带小行星。该小行星于1990年11月16日发现。

## 轨道参数
小行星10529的轨道半长轴为2.2505058 UA，离心率为0.204。